# Danh sách thuật ngữ tiếp thị
Bài này chứa các thuật ngữ được sử dụng trong tiếp thị. 

## Tiếp thị truyền thống
- Media Richness Theory
- Lý thuyết quyền biến
- Trải nghiệm khách hàng
- Nhà tiếp thị

## Tiếp thị kỹ thuật số
- Tự động hoá tiếp thị
- Tối ưu hóa công cụ tìm kiếm
- Tối ưu hóa công cụ tìm kiếm cục bộ(theo khu vực)
- Trải nghiệm người dùng
- Trình độ kỹ thuật số

## Phương tiện truyền thông mạng xã hội
- Social Bookmarking
- Marketing qua mạng xã hội
- Vụ bê bối dữ liệu Facebook–Cambridge Analytica
- Influencer marketing